# 左將軍
左将军，中国、日本古代武官称谓，或中华民国初期军衔称谓。

## 中国古代
左将军一職在战国时期已有，與右将军並列。秦朝沿置。《通典·職官十一·武官下》：「前後左右將軍皆周末官，秦因之，位上卿，金印紫綬。漢不常置，或有前後，或有左右，皆掌兵及四夷。」有開府之權，职务或典京师兵卫、或屯兵边境。汉末以后，将军名号繁多，名称素朴之前、后、左、右之类，遂渐废弃。
曾任此职者，如西汉汉武帝时公孙贺、荀彘曾；如东汉汉献帝时劉備；三国时期蜀漢馬超、吳懿、向朗、句扶、郭脩；曹魏于禁、張郃、郭淮；東吳諸葛瑾、朱據、留贊、唐諮、丁奉、張布等。

## 日本古代
左將軍在日本奈良時代至鎌倉時代為臨時任命的將軍。

## 中华民国初期军衔称谓
左将军，中华民国南京临时政府军队军衔制中的军官军衔称号，是上等官佐中的第二个级别。上等官佐分为三级，原先的称谓为：大将校、中将校、少将校，后改成：大将军、左将军、右将军。